# Pseudautomeris stawiarskii
Pseudautomeris stawiarskii is een vlinder uit de familie nachtpauwogen (Saturniidae), onderfamilie Hemileucinae.
De wetenschappelijke naam van de soort is voor het eerst geldig gepubliceerd door Gagarin in 1936.